# Schermenwald
Der Schermenwald (auch: Schärmewald) wird als  gebräuchliches Quartier im Stadtteil IV Kirchenfeld-Schosshalde und im statistischen Bezirk Beundenfeld geführt. Die Waldung bildet die Stadtgrenze zu Ittigen und grenzt an die Quartiere Hinterer Schermen und Waldau.
Im Jahr 2022 waren im Quartier keine Einwohner gemeldet.